# 카마인 어피스
카마인 어피스(Carmine Appice, 1946년 12월 5일 ~ )는 미국의 드럼 연주자이자 록 장르와 가장 흔히 관련이 있는 타악기 연주자이다. 그는 클래식 음악 훈련을 받았으며 재즈 드러머 버디 리치와 진 크루파의 작품으로 초기에 영향을 받았다.
이탈리아 혈통 중 어피스는 드러머 비니 어피스의 형으로 11년 전이다.